# 谷育子
谷 育子（たに いくこ、1939年4月9日 - ）は、日本の声優、女優、ナレーター。東京府（現・東京都）出身。マウスプロモーション所属。
出演作に『NARUTO -ナルト- 疾風伝』（チヨ）、『スポンジ・ボブ』（パトリック・スター〈初代〉）、『楽しいムーミン一家』（ムーミンママ）、『リロ・アンド・スティッチ』（銀河連邦議長）などがある。

## 来歴
共立女子学園高等学校（現・共立女子高等学校）卒業。
東映時代劇が好きであり、京都府の太秦に行ってお姫様を演じたかったという。
お姫様をやろうと父が「どうせ、そんなことをするんだったら演技の勉強をしてこい」と言われて俳優座養成所10期に入所。
1960年に『武器なき斗い』でデビューし、翌年劇団俳優座に入団（同期は西沢利明、砂塚秀夫、原田清人、長谷川哲夫、中野誠也、和田周）。
1973年にはA&Eに所属。
1980年よりマウスプロモーションに所属。

## 人物
上品な声質から高貴な女性、年配の女性を多く演じる。
『スポンジ・ボブ』では少年役、映画『クライング・ゲーム』ではジェイ・デヴィッドソン演ずるニューハーフを演じた。
洋画吹き替えでは『太陽の雫』以降、ローズマリー・ハリスを専任で務めるほか、マギー・スミスやジュディ・デンチも多く担当している。
麻生美代子と声質が似ているため、麻生が演じていた『サザエさん』の磯野フネや、『それいけ!アンパンマン』のチーズフォンデュさんを代役でそれぞれ一度担当したことがある。
特技は剣舞、日本舞踊、三味線。

## 出演（女優）

### テレビドラマ（女優）
- おかあさん（1961年、TBS）
- すりかえ（1961年、TBS）
- ある日浜辺にて（1962年、NHK）
- 袈裟の死（1962年、TBS）
- さか立ち（1962年、NHK）
- 人生の四季（1962年、NTV）
- 目の中の茶色の空（1962年、TBS）
- 部長刑事（1964年、朝日放送）
- ウルトラマン 第10話「謎の恐竜基地」（1966年、TBS / 円谷プロ）
- 松本清張シリーズ 「顔」（1966年、関西テレビ）
- 若者たち（1966年、フジテレビ）
- 世にも奇妙な物語（1992年、フジテレビ）

### 映画（女優）
- 武器なき斗い（1960年11月8日、大東映画） - 書記（のぶ） 役
- 筑豊のこどもたち（1960年11月13日、日本映画新社・東宝） - 安田ウタ子 役
- 松川事件（1961年1月27日、松川事件劇映画製作委員会）
- 明日ある限り（1962年2月10日、東宝） - 小織の友達2 役
- 白と黒（1963年4月10日、東宝） - 煙草屋の女店員 役
- スパイ（1965年9月4日、大映） - ホステス 役
- 暖流（1966年） - 看護婦和代 役
- 忍ぶ川（1972年5月25日、東宝）

## 出演（声優）
太字はメインキャラクター。

### テレビアニメ
1969年
- ハクション大魔王（家庭教師）

1973年
- 科学忍者隊ガッチャマン（フレーク王妃）

1976年
- ブロッカー軍団IVマシーンブラスター（石田今日子）

1977年
- 風船少女テンプルちゃん（ナレーター）

1978年
- ルパン三世 (TV第2シリーズ)（1978年 - 1979年）

1979年
- 銀河鉄道999（クイーン・エメラルダス）
- シートン動物記 りすのバナー（母ネコ）

1980年
- 太陽の使者 鉄人28号（敷島歌子）

1982年
- パタリロ!（サイドワインダー）
- 南の虹のルーシー（アニー）

1990年
- 雲のように風のように（琴皇太后）
- 楽しいムーミン一家（1990年 - 1992年、ムーミンママ） - 2シリーズ
- ちびまる子ちゃん（おばあさん）

1992年
- クレヨンしんちゃん（おばあさん）

1995年
- 十二戦支 爆烈エトレンジャー（1995年 - 1996年、邪霊神バギ）

1998年
- たこやきマントマン（1998年 - 1999年、おばちゃん）

1999年
- カウボーイビバップ（サリー・ユン）
- キョロちゃん（1999年 - 2000年、メヤニー）
- GTO（上原杏子の母）

2000年
- 名探偵コナン（2000年 - 2009年、蘇芳紅子、坊川舞子）

2002年
- パタパタ飛行船の冒険（ケイト）

2003年
- WOLF'S RAIN（老婦人）

2004年
- 攻殻機動隊 S.A.C. 2nd GIG（店主）
- それいけ!ズッコケ三人組（女王）
- MONSTER（2004年 - 2005年、ペトラ）

2005年
- ARIA The ANIMATION（お婆さん）
- ギャラリーフェイク（菊島ハナ）
- CLUSTER EDGE（カールスの祖母）
- JINKI:EXTEND（おばあちゃん）

2006年
- xxxHOLiC（老婆）

2007年
- 神霊狩/GHOST HOUND（大神姫子）
- NARUTO -ナルト- 疾風伝（チヨ）
- ハローキティ りんごの森とパラレルタウン（チャーム）
- やっとかめ探偵団

2008年
- しゅごキャラ!!どきっ（ルルの祖母）
- ミチコとハッチン（占い師）

2009年
- アラド戦記〜スラップアップパーティー〜（イクシアの師匠）
- 獣の奏者 エリン（真王〈ハルミヤ〉）
- ご姉弟物語（女将）
- サザエさん（2008年 - 2020年、磯野フネ〈代役〉、貞子〈母〉）
- GA 芸術科アートデザインクラス（古見堂店主）
- スティッチ! シリーズ（2009年 - 2015年、銀河連邦議長） - 2シリーズ + 特別編2作品
- 続 夏目友人帳（千津）
- テガミバチ（サブリナ・メリー）

2011年
- Persona4 the ANIMATION（黒田ひさ乃）
- 遊☆戯☆王ZEXAL（2011年 - 2012年、九十九春） - 2シリーズ

2012年
- 黒魔女さんが通る!!（メリュジーヌ先生）
- 夏色キセキ（女将）

2013年
- 八犬伝―東方八犬異聞―（老シスター）

2014年
- 牙狼〈GARO〉-炎の刻印-（2014年 - 2015年、老師、ペトロナ）
- PSYCHO-PASS サイコパス 2（常守葵）
- それいけ!アンパンマン（チーズフォンデュさん〈代役〉）
- HUNTER×HUNTER（第2作）（ツボネ）

2015年
- オーバーロード（リイジー・バレアレ）
- 櫻子さんの足下には死体が埋まっている（鴻上アサ）
- デス・パレード（上村幸子）

2016年
- くまみこ（雨宿フチ）
- タイムトラベル少女〜マリ・ワカと8人の科学者たち〜（老婦人）
- TRICKSTER -江戸川乱歩「少年探偵団」より-（片桐五十鈴）
- 舟を編む（タケおばあさん）
- ブレイブウィッチーズ（サーシャの祖母）

2017年
- リトルウィッチアカデミア（ホルブルック校長）
- 18if（節子）
- 十二大戦（丹羽当主）
- このはな綺譚（老婆）
- いぬやしき（しおんの祖母）

2018年
- 伊藤潤二『コレクション』（おそで〈祖母〉）
- ルパン三世 PART5（イザベル）
- 逆転裁判 〜その「真実」、異議あり!〜（ジャムヌッテ・パンタベルノ）

2019年
- グリムノーツ The Animation（長老）
- 同居人はひざ、時々、頭のうえ。（女将）
- キャロル&チューズデイ（おばあさん）
- 鬼滅の刃（お婆さん）

2020年
- 宝石商リチャード氏の謎鑑定（宮下妙）

2021年
- 怪物事変（御花ばあさん）
- ドラゴン、家を買う。（グライアイA）
- 見える子ちゃん（ゴッドマザー）
- でーじミーツガール（比嘉テル子）

2022年
- 終末のハーレム（司法長官）

2023年
- Lv1魔王とワンルーム勇者（フランカ）

2024年
- 明治撃剣-1874-（Otetsu）
- 魔都精兵のスレイブ（老婆）

### 劇場アニメ
1992年
- 楽しいムーミン一家 ムーミン谷の彗星（ムーミンママ）

1997年
- どんぐりの家

1999年
- ハッピーバースデー 命かがやく瞬間（正子）

2003年
- ぼくの孫悟空（西王母）

2004年
- NITABOH 仁太坊-津軽三味線始祖外聞（イタコ）
- ハードル 真実と勇気の間で（北野のおばちゃん）

2005年
- ガラスのうさぎ（西山のお婆ちゃん）

2011年
- おぢいさんのランプ（万屋のばあさん）

2012年
- 虹色ほたる 〜永遠の夏休み〜（おばあちゃん）
- 放課後ミッドナイターズ（ダンケルハイト&リュミエール）
- ももへの手紙（大おば〈貞浜サエ〉）

2016年
- 劇場版 アイカツスターズ!（双子のおばあちゃん）
- 映画 聲の形（西宮いと）
- ちえりとチェリー（節子）

2017年
- ゴーちゃん。〜モコとちんじゅうの森の仲間たち〜（おばあさん）
- 劇場版 はいからさんが通る（2017年 - 2018年、伊集院夫人） - 前後編

2021年
- 映画大好きポンポさん（ナタリーの祖母）

### OVA
- 低俗霊DAYDREAM（2004年、深小姫の祖母）
- XXXHOLiC 春夢記（2009年、占い師）
- ファイナルファンタジーVII アドベントチルドレン コンプリート（2009年、ルヴィ）

### Webアニメ
- ニンジャスレイヤー フロムアニメイシヨン（2015年、バーバヤガ）
- マウスどうぶつえん（2017年 - 、シマフクロウのいくこ）
- 攻殻機動隊 SAC_2045（2020年、カエデ）
- マウスどうぶつえん名作劇場（2020年、シマフクロウのいくこ）
- T・Pぼん（2024年、山田ハナ）

### ゲーム
2000年代
- ハリー・ポッターと賢者の石（2001年、マダム・フーチ）
- 鬼武者2（2002年、ジュジュドーマ）
- ハリー・ポッターと秘密の部屋（2002年、マダム・フーチ）
- 鬼武者 無頼伝（2003年、ジュジュドーマ）
- 3年B組金八先生 伝説の教壇に立て!（2004年、鈴木夏子）
- 神業-KAMIWAZA-（2006年、お夏）
- 宝島Z バルバロスの秘宝（2007年、ヒント神）
- ひぐらしのなく頃に絆（2008年、公由あき）
- 内田康夫DSミステリー 名探偵・浅見光彦シリーズ「副都心連続殺人事件」（2009年、浅見雪江）

2010年代
- キングダム ハーツ バース バイ スリープ（2010年、議長）
- パンドラの塔 君のもとへ帰るまで（2011年、グライアイ）
- ましろ色シンフォニー　*mutsu-no-hana（2011年、小野宮セツ）
- NARUTO -ナルト- 疾風伝 ナルティメットストーム3（2013年、チヨバア）
- 真・女神転生IV（2013年）
- SNOW BOUND LAND（2013年、リーゼロッテ）
- NARUTO -ナルト- 疾風伝 ナルティメットストームレボリューション（2014年、チヨバア）
- Thief（2014年、物乞いの女王）
- ひぐらしのなく頃に粋（2015年、公由あき）
- Everybody's Gone to the Rapture 幸福な消失（2015年、ウェンディ・ボイルズ）
- よるのないくに（2015年、ルードゲート）
- アサシン クリード シンジケート（2015年、メアリー・アンナ・ディズレーリ）
- NARUTO -ナルト- 疾風伝 ナルティメットストーム4（2016年、チヨバア）
- 真・女神転生IV FINAL（2016年、ミイ、ケイ）
- リトルウィッチアカデミア 時の魔法と七不思議（2017年、ホルブルック校長）

2020年代
- 鬼滅の刃 ヒノカミ血風譚（2021年、お婆さん）
- 英傑大戦（2022年、星熊童子）
- ベヨネッタ オリジンズ: セレッサと迷子の悪魔（ナレーション/イグニス）

### ドラマCD
- 浅見光彦シリーズ（浅見雪江）
  - 浅見光彦シリーズ「後鳥羽伝説殺人事件」
  - 浅見光彦シリーズ「天河伝説殺人事件」
- 東海道HISAME〜陽炎〜（八岐の大蛇）
- FAREWELL -フェアウエル-（大城フミ）
- ファルコムクラシックス オリジナルCDドラマ「イースI/女神の記憶」（ジェバ）
- MAUSU THEATER
- 八雲立つ 音盤物語（伯母）

### 吹き替え

#### 担当女優
キャシー・ベイツ
- THE WAR 戦場の記憶（モーリン）
- タイタニック（マーガレット・“モリー”・ブラウン）※ソフト版　
- 迷子の大人たち（ビビ）
- 黙秘（ドロレス）※ソフト版

ジーナ・ローランズ
- NCIS 〜ネイビー犯罪捜査班 シーズン7 #16（ジョアン・フィールディング）
- 微笑みをもう一度（ラモーナ・カルヴァート）
- ミルドレッド（ミルドレッド・ホークス）

シャーリー・マクレーン
- あなたの旅立ち、綴ります（ハリエット・ローラー）
- 迷い婚 -全ての迷える女性たちへ-（キャサリン・リシュリュー）
- LIFE!/ライフ（エドナ・ミティ）※ザ・シネマ版

ジュディ・デンチ
- アルテミスと妖精の身代金（ルート司令官）
- ヴィクトリア女王 最期の秘密（ヴィクトリア女王）
- ジェーン・エア（フェアファックス夫人）
- J・エドガー（アンナ・マリー・フーヴァー）
- シェイクスピアの庭（アン・シェイクスピア）
- シッピング・ニュース（アグニス）
- ステージド 俺たちの舞台、ステイホーム!（本人役）
- 007シリーズ（M）
  - 007 トゥモロー・ネバー・ダイ ※フジテレビ版
  - 007 慰めの報酬 ※BSジャパン版
  - 007 スカイフォール
  - 007 スペクター（前任のM）

- ヘンダーソン夫人の贈り物（ローラ・ヘンダーソン）
- ミス・ペレグリンと奇妙なこどもたち（ミス・アヴォセット）
- ラヴェンダーの咲く庭で（アーシュラ・ウィディントン）

ダイアン・ラッド
- 死の接吻（コーリス夫人）※VHS版
- ジョイ（ミミ）
- スティーヴン・キングのキングダム・ホスピタル（サリー・ドゥルーズ夫人）
- 世界最速のインディアン（エイダ）

マギー・スミス
- カルテット（ロイス）
- ジェイン・オースティン 秘められた恋（レディ・グレシャム）
- ナニー・マクフィーと空飛ぶ子ブタ（ドガティー夫人）
- ニューヨークの亡霊（リリー）
- ハリー・ポッターシリーズ（ミネルバ・マクゴナガル）
  - ハリー・ポッターと賢者の石
  - ハリー・ポッターと秘密の部屋
  - ハリー・ポッターとアズカバンの囚人
  - ハリー・ポッターと炎のゴブレット
  - ハリー・ポッターと不死鳥の騎士団
  - ハリー・ポッターと謎のプリンス
  - ハリー・ポッターと死の秘宝 PART2

- 秘密の花園（メドロック夫人）
- ミス・シェパードをお手本に（ミス・シェパード）※ソフト版、VOD版
- ムッソリーニとお茶を（ヘスター）

ローズマリー・ハリス
- 華麗なる恋の舞台で（ジュリアの母）
- ギフト（アニーの祖母）
- スパイダーマンシリーズ（メイ・パーカー）
  - スパイダーマン
  - スパイダーマン2
  - スパイダーマン3

- その土曜日、7時58分
- 太陽の雫（ヴァレリー〈晩年〉）

#### 映画
- 愛がこわれるとき（リズナー医師）※ソフト版
- 愛と青春の旅だち（ポーラの母） ※フジテレビ版
- 愛人/ラマン（ナレーション〈ジャンヌ・モロー〉）※ソフト版
- 愛と死の間で（インガ〈ハンナ・シグラ〉）
- アイリス（ジャネット・ストーン〈ペネロープ・ウィルトン〉）
- アザーズ（ミルズ夫人〈フィオヌラ・フラナガン〉）
- アダムス・ファミリー（ピンダーシュロス〈エリザベス・ウィルソン〉）※ソフト版
- アニー（エレノア・ルーズベルト）
- アルトナ（ヨハンナ〈ソフィア・ローレン〉）
- アンコール!!（マリオン〈ヴァネッサ・レッドグレイヴ〉）
- いつか晴れた日に（ダッシュウッド夫人〈ジェマ・ジョーンズ〉）
- イン・ザ・ベッドルーム（ルース・ファウラー〈シシー・スペイセク〉）
- インソムニア（検死官〈ポーラ・ショウ〉）※ソフト版
- インフェルノ（キャロル〈アリダ・ヴァリ〉）※テレビ東京版
- ウェディング・テーブル（ジョー・フラナガン〈ジューン・スキッブ〉）
- ヴェロニカ・ゲリン（バーニー・ゲリン〈ブレンダ・フリッカー〉）
- ウォール街（トニ・カーペンター）※テレビ朝日版
- 裏窓（ステラ〈セルマ・リッター〉）※BD版
- 運命の饗宴（〈ジンジャー・ロジャース〉）
- エイミー（マルヴァイナ・ドッド）
- エンジェルス（マギー・ネルソン〈ブレンダ・フリッカー〉）
- エンジェル・スノー（ジヌォンの叔母）
- オーバー・ザ・ムーン（リリアン・カントロウィッツ）
- オールド・ルーキー（オリーン〈ベス・グラント〉）
- オリエント急行殺人事件（ハリエット夫人〈ローレン・バコール〉）※追加収録部分
- カサンドラ・クロス（エレナ・シュトラドナー〈イングリッド・チューリン〉）※LD版
- 風と共に去りぬ（メラニー・ハミルトン〈オリヴィア・デ・ハヴィランド〉）※日本テレビ旧録版、（エレン・オハラ）※ソフト版
- キャット・ピープル（フェモリー〈ルビー・ディー〉）※テレビ朝日版
- キューブ（ハロウェイ〈ニッキー・グァダーニ〉）
- クジラの島の少女（フラワーズおばあちゃん〈ヴィッキー・ホートン〉）
- 蜘蛛女（モナ・デマルコフ〈レナ・オリン〉）※ソフト版
- クライング・ゲーム（ディル〈ジェイ・デヴィッドソン〉）
- グラスハウス（ナンシー・ライアン〈キャシー・ベイカー〉）※テレビ朝日版
- グリーン・デスティニー（碧眼狐狸〈チェン・ペイペイ〉）※ソフト版
- ゲーム（イルサ〈キャロル・ベイカー〉）※テレビ朝日版
- ケイティ（ビリングス裁判長〈ジャネット・キャロル〉）
- ケニー（シャロン〈カトリーン・クラーク〉）
- 恋は運命とともに（エミリー）
- 皇帝のビーナス（ポーリーヌ・ボナパルト〈ジーナ・ロロブリジーダ〉）※TBS版
- サイモン・バーチ（ジョーの祖母〈ダナ・アイヴィ〉）
- サスペリア（ミス・タナー〈アリダ・ヴァリ〉）※テレビ東京版
- サスペリアPART2（ヘルガ・ウルマン〈マーシャ・メリル〉）※TBS版
- ザ・フォッグ（キャシー・ウィリアムズ〈ジャネット・リー〉）※テレビ東京版
- ザ・リング（グラズニック〈ジェーン・アレクサンダー〉）※フジテレビ版
- ザ・ロイヤル・テネンバウムズ（エセル・テネンバウム〈アンジェリカ・ヒューストン〉）
- 7月4日に生まれて（ロンの母〈キャロライン・カヴァ〉）※VHS版、テレビ朝日版
- 60セカンズ（ヘレン・レインズ〈グレイス・ザブリスキー〉）※日本テレビ版
- ジム・キャリー in ロングウェイ・ホーム（リサ・カーター〈ビビ・ベッシュ〉）
- 13日の金曜日 完結編（ジャービス夫人〈ジョーン・フリーマン〉）
- 13日の金曜日 PART8 ジェイソンN.Y.へ（コリーン・ヴァン・デューゼン）※ソフト版
- 重役室（〈ジューン・アリソン〉）※NHK版
- ジョニー・ハンサム（シスター・ルーク）
- 新・課外教授/禁断のセックス（ローラ〈キャロル・ベイカー〉）
- 人造人間クエスター（ブラッドリー博士〈メイジェル・バレット〉）
- スター・ウォーズ エピソード2/クローンの攻撃
- ステッピング・アウト（ヴェラ〈ジュリー・ウォルターズ〉）
- スパイダーマン:ノー・ウェイ・ホーム（ネッドの祖母[40]）
- ダイナソー
- ダ・ヴィンチ・コード（サンクレール夫人〈リタ・デイヴィス〉）※フジテレビ版
- チャーリーズ・エンジェル フルスロットル（シスター〈キャリー・フィッシャー〉）※劇場公開版
- ツイスター（メグ・グリーン〈ロイス・スミス〉）※日本テレビ版
- ツインズ（メアリー・アン・ベネディクト〈ボニー・バートレット〉）※ソフト版
- ティファニーで朝食を（2E〈パトリシア・ニール〉）※日本テレビ版
- トゥー・ウィークス・ノーティス（ルース・ケルソン〈ダナ・アイヴィ〉）
- 逃走迷路（メイソン夫人）※日本テレビ版
- トム・ソーヤーの大冒険（ウィドー・ダグラス〈マリアン・セルデス〉）
- ドラゴン・タトゥーの女（イザベラ・ヴァンゲル〈インガ・ランドグレー〉）
- ドラゴンハート（アイリン女王〈ジュリー・クリスティ〉）※ソフト版
- トランスアメリカ（エリザベス〈フィオヌラ・フラナガン〉）
- トレマーズ（ヘザー・ガマー〈リーバ・マッキンタイア〉）※ソフト版
- 二重告訴（フィリス・キャムデン刑事〈サリー・カークランド〉）
- ネブラスカ ふたつの心をつなぐ旅（ケイト・グラント〈ジューン・スキッブ〉）
- ノマドランド（リンダ〈リンダ・メイ〉[41]）
- ハイランダー 悪魔の戦士（レイチェル・エレンスタイン）
- バックマン家の人々（ヘレン〈ダイアン・ウィースト〉）※ビデオ版
- 鳩の翼（モード叔母〈シャーロット・ランプリング〉）
- 母なる証明（母親〈キム・ヘジャ〉）
- パリの恋人（マギー〈ケイ・トンプソン〉）※ソフト版
- ハロウィンII（マリオン・チェンバース〈ナンシー・スティーヴンズ〉）※日本テレビ版
- ハロウィン4 ブギーマン復活（ダーリーン・カラザース〈カレン・オールストン〉）※VHS版
- ハンナ・モンタナ/ザ・ムービー（ルビー・スチュワート〈マーゴ・マーティンデイル〉）
- ピース・ピープル（オニール）
- 必殺ビッグガン/最後の標的（ジャンヌ・フルク〈ステファーヌ・オードラン〉）※テレビ朝日版
- 必殺マグナム（ジョーン・フリーマン〈キャリー・スノッドグレス〉）※フジテレビ版
- 羊たちの沈黙（ルース・マーティン上院議員〈ダイアン・ベイカー〉）※テレビ朝日版
- 陽のあたる教室（ヘレン・ジェイコブズ校長〈オリンピア・デュカキス〉）※ソフト版
- ファミリービジネス（マージ〈ジャネット・キャロル〉）
- フィラデルフィア（サラ・ベケット〈ジョアン・ウッドワード〉）
- プラクティカル・マジック（フランシス・オーウェンズ〈ストッカード・チャニング〉）
- プリティ・プリンセス（クラリス・レナルディ女王〈ジュリー・アンドリュース〉）
- プリティ・プリンセス2/ロイヤル・ウェディング（クラリス女王〈ジュリー・アンドリュース〉）
- プレタポルテ（イザベラ・ド・ラ・フォンテーヌ〈ソフィア・ローレン〉）
- ペイルライダー（サラ・ウィーラー〈キャリー・スノッドグレス〉）
- 北海ハイジャック（首相）※テレビ朝日版
- ベスト・フレンズ・ウェディング（イザベル・ウォーレス〈スーザン・サリヴァン〉）※日本テレビ版
- ベン・ハー（ミリアム〈マーサ・スコット〉）※日本テレビ新録版
- ホーカス ポーカス（ウィニー〈ベット・ミドラー〉）
- 誇り高き戦場（アナベル・ライス）※TBS旧録版
- ボディ・パーツ（アガサ・ウェッブ医師〈リンジー・ダンカン〉）
- ポリスストーリー/グッドガイの最期（リル・オマリー〈マリリン・メイソン〉）※テレビ版
- ホワイトハウス狂騒曲（ハティ・リフキン）※ソフト版
- ホワット・ライズ・ビニース（マディソン・エリザベス・フランク〈アンバー・ヴァレッタ〉）
- マイアミ・ラプソディー（ニーナ〈ミア・ファロー〉）
- マイ・ハート、マイ・ラブ（ミルドレット〈エレン・バースティン〉）
- マグノリアの花たち（クレリー〈オリンピア・デュカキス〉）
- マスターズ/超空の覇者（ソーサラス）※テレビ朝日版
- ムーラン・ルージュ（マリー）
- メディカル・レッスン/青春解剖学（レイチェル・ウッドラフ〈クリスティーン・ラーティ〉）
- 欲望という名の電車（ステラ・コワルスキー〈キム・ハンター〉）
- 4分間のピアニスト（トラウデ・クリューガー〈モニカ・ブライプトロイ〉）
- ラブ・レター（リリアン〈ブライス・ダナー〉）
- リップスティック（カーラ・ボンディ〈アン・バンクロフト〉）※テレビ東京版
- リトル・トリー（ボニー）
- リトル・レックス（ミス・ウィンタース〈ベティ・アッカーマン〉）
- レッド・スパロー（監督官〈シャーロット・ランプリング〉）
- レモニー・スニケットの世にも不幸せな物語（ジョセフィーンおばさん〈メリル・ストリープ〉）
- ローズ家の戦争（モーリン）※ソフト版
- ローマの休日（ビアバーグ伯爵夫人）※日本テレビ版
- ロイヤル・セブンティーン（ジョスリン・ダッシュウッド〈アイリーン・アトキンス〉）
- ロマンシング・ストーン 秘宝の谷（グロリア・ホーン〈ホランド・テイラー〉）※テレビ朝日版
- ロミオ+ジュリエット（乳母〈ミリアム・マーゴリーズ〉）※テレビ朝日版
- 若草物語（ミセス・マーチ〈スーザン・サランドン〉）
- わが心のボルチモア（エバ・クリチンスキー〈ジョーン・プロウライト〉）

#### ドラマ
- アガサ・クリスティー ミス・マープル
  - 予告殺人（レティシア・ブラックロック〈ゾーイ・ワナメイカー〉）
  - シタフォードの謎（エウアドネ・ウィレット）
  - 無実はさいなむ（カーステン・リンツトロム）
  - グリーンショウ氏の阿房宮（シスリー・ボークラーク〈ジュディ・パーフィット〉）
- 悪魔の異形 #5（ジーン・エヴァンズ）
- ER緊急救命室
  - シーズン1 - 10・15（リディア・ライト〈エレン・クロフォード〉）
  - シーズン2（ルバドー夫人〈ビリー・リー・ウォーレス〉）
  - シーズン13（グレイシー〈ロイス・スミス〉）
- エージェント・オブ・シールド
- エレメンタリー2 ホームズ&ワトソン in NY #19（ルース・コルヴィル〈ジュディス・アイヴィー〉）
- エンジェルス・イン・アメリカ（ハンナ・ピット / エセル・ローゼンバーグ〈メリル・ストリープ〉）
- 奥さまは魔女（エンドラ〈アグネス・ムーアヘッド〉）※追加収録部分
- 俺がハマーだ! シーズン1 #10（ロビンス婦長）
- 宮廷女官チャングムの誓い（皇太后〈オム・ユジン〉）
- クリミナル・マインド6 FBI行動分析課（メイ・ウォルデン）
- グレイス&フランキー シーズン2（ベイブ〈エステル・パーソンズ〉）
- グレイズ・アナトミー7（アリソン）
- ケース・センシティブ 静かなる殺人
- 刑事コロンボ 殺人処方箋（キャロル・フレミング〈ニナ・フォック〉）※日本テレビ版
- 警部マクロード
- コールドケース4 #22（ボイカ）
- 恋するマンハッタン シーズン1 #9（ワンダおばさん）
- 三国志（呉太婦人）※NHK-BS2版
- ジェシカおばさんの事件簿 #2（ケイティ・シモンズ〈ジューン・アリソン〉）、#22（キャシー・レイサム・バーンズ）
- SHERLOCK（シャーロック）（ハドソン夫人〈ユーナ・スタッブス〉）
- シャーロック・ホームズの冒険
  - ボヘミアの醜聞（エレーナ・アドラー）※追加収録部分
  - もう一つの顔（ホイットニー夫人）
  - 金縁の鼻眼鏡（アンナ）
- 新アウターリミッツ（ジャナス社長〈ポーラ・ショウ〉、フィスク〈ジリアン・バーバー〉）
- 新スタートレック
  - シーズン1 #10「夢の人」（ラクサナ・トロイ〈メイジェル・バレット〉）
  - シーズン2 #27-#48（キャサリン・ポラスキー〈ダイアナ・マルドア〉）
  - シーズン4 #95「疑惑」（ノラ・サティ提督〈ジーン・シモンズ〉）
- 第一容疑者2 顔のない少女（ファグンワ夫人）
- 第一容疑者3 朽ちた野望（ケニントン夫人、フィールド夫人）
- 大草原の小さな家（エミー〈ジョセフィン・ハッチンソン〉）
- ダイナスティ（アレクシス・コルビー〈ジョーン・コリンズ〉）
- デスパレートな妻たち（カレン・マクラスキー〈キャスリン・ジューステン〉）
- ドクタークイン 大西部の女医物語（ドロシー・ジェニングス〈バーバラ・バブコック〉）
- ナース・ジャッキー（ジーンバーグ夫人）
- 南北戦争物語 愛と自由への大地（クラリッサ・メイン〈ジーン・シモンズ〉）
- バーン・ノーティス 元スパイの逆襲（マデリン・ウェスティン〈シャロン・グレス〉）
- パパにはヒ・ミ・ツ（コネリー校長）
- HAWAII FIVE-0 シーズン7 #23（ジェニー・キットソン〈ロリ・ペティ〉）
- ふたりは最高!ダーマ&グレッグ シーズン3 #10（グラディス）
- ブラザーズ&シスターズ（ノラ・ウォーカー〈サリー・フィールド〉）
- THE BLACKLIST/ブラックリスト シーズン1 #15（ルース・キプリング〈ダイアン・ウィースト〉）
- ブリジャートン家（レディ・ホイッスルダウン〈ジュリー・アンドリュース〉）
- フレンズ（フランシス・ブッフェ）
- マードック・ミステリー 〜刑事マードックの捜査ファイル〜（キッチン夫人）
- 名探偵ポワロ ※NHK版
  - グランド・メトロポリタンの宝石盗難事件（マーガレット）
  - アクロイド殺人事件（キャロライン）
  - 複数の時計（ペブマーシュ〈アンナ・マッセイ〉）
- ヤング・ポープ 美しき異端児（シスター・メアリー〈ダイアン・キートン〉）
- ロイヤル・スキャンダル 〜エリザベス女王の苦悩〜（エリザベス女王〈60代後半〉〈バーバラ・フリン〉）
- ロイヤルファミリー（コン・スンホ〈キム・ヨンエ〉）
- 私はラブ・リーガル #10（リリー・ウェルズ〈ライザ・ミネリ〉）

#### アニメ
- アンツ（女王）
- おしゃれキャット（ダッチェス）※DVD追加収録版
- 劇場版 ムーミン 南の海で楽しいバカンス（ムーミンママ[42]）
- 劇場版ムーミン谷の彗星パペット・アニメーション（ムーミンママ）
- 白雪姫（ナレーター）※1980年再公開版（ソフト収録）
- 恐竜大行進（エルサ）
- シザー・セブン（チアン委員長）
- シンデレラ（トレメイン夫人）※DVD追加吹替部分
- シンデレラII（プルーデンス）
- シンデレラIII 戻された時計の針（プルーデンス）
- スター・ウォーズ/クローン・ウォーズ（テレビシリーズ）（ジョカスタ・ヌー）
- スター・ウォーズ：テイルズ・オブ・ジェダイ（ジョカスタ・ヌー）
- スポンジ・ボブ（パトリック・スター〈初代〉、カレン〈初代〉、パフ先生〈初代〉、パール〈初代〉、ジム、ミス・グリススルプス 他）
- スポンジ・ボブ/スクエアパンツ ザ・ムービー（カレン、パフ先生、パール、アイスクリーム屋のお婆さん）
- バイオニクル マスク・オブ・ライト ザ・ムービー（ツラガノカマ）
- ホーム・オン・ザ・レンジ にぎやか農場を救え!（ミセス・キャロウェイ）
- ミスターメンとリトルミス（おはなし、リトルミス回の登場キャラクター全員）
- ムーミンパパの思い出（ムーミンママ[43]）
- リロ・アンド・スティッチ各作品（銀河連邦議長）
- ルイスと未来泥棒（ルシール）

### ナレーション
- Qoo（CM）
- スペースJ
- 情報プレゼンター とくダネ!（フジテレビ）
- 読んで聴いて楽しく学ぶ英語（朗読、制作：キープ株式会社）
- ねるねるねるね

### その他のコンテンツ
- 東京ディズニーランド
  - 白雪姫と七人のこびと（ナレーター）

### シリーズ一覧
1. ↑  第1期（1990年 - 1991年）、第2期『冒険日記』（1991年 - 1992年）
2. ↑  第2シリーズ『〜いたずらエイリアンの大冒険〜』（2009年）、第3シリーズ『〜ずっと最高のトモダチ〜』（2010年 - 2011年）、特別編『スティッチと砂の惑星』（2012年）、特別編『スティッチ!パーフェクト・メモリー』（2015年）
3. ↑  第1期（2011年）、第2期『II』（2012年）